# Infernovenator steenae
L'infernovenator (Infernovenator steenae) è un anfibio estinto, appartenente ai lisorofi. Visse nel Carbonifero superiore (circa 310 milioni di anni fa) e i suoi resti fossili sono stati ritrovati in Nordamerica.

## Descrizione
Questo animale era dotato di un lungo corpo serpentiforme con numerose vertebre, una coda corta e minuscole zampe anteriori e posteriori. Il cranio era massiccio ma dotato di grandi aperture per l'alloggiamento di potenti muscoli masticatori. Le orbite erano piccole e poste in avanti nel cranio; come in tutti i lisorofi, anche in Infernovenator erano scomparse alcune ossa del cranio (intertemporale, supratemporale, jugale) ma si era conservato il postfrontale. Un'altra caratteristica di Infernovenator era data dalla presenza di una serie quasi completa di ossa circumorbitali. Come altri lisorofi, Infernovenator era dotato di mandibole e mascelle robuste, dotate di forti denti triangolari e aguzzi. 

## Classificazione
Infernovenator steenae venne descritto per la prima volta nel 2019, sulla base di resti fossili ritrovati nel famoso giacimento di Mazon Creek, in Illinois. Infernovenator appartiene ai lisorofi (Lysorophia), un gruppo di anfibi tipici del Carbonifero e del Permiano dalle origini non chiare; in particolare, Infernovenator è stato assegnato alla famiglia Molgophidae, e il suo più stretto parente sembrerebbe essere stato il lisorofide basale Brachydectes. La morfologia cranica piuttosto generalista di Infernovenator ha aiutato gli studiosi a ipotizzare che i lisorofi potrebbero essersi originati tra i membri del clade Recumbirostra, un particolare gruppo di anfibi microsauri. 